# Stadtschloss Wiesbaden
Wiesbadener Stadtschloss er et byslot i Wiesbaden opført i klassicistisk stil 1837-1841 for hertugerne af Nassau ved arkitekten Georg Moller. Siden 1946 har bygningen huset den hessiske landdag.

## Eksterne links
- Wikimedia Commons har flere filer relateret til Stadtschloss Wiesbaden

50°04′56″N 8°14′29″Ø / 50.0822°N 8.2414°Ø